# أوركسترا فيينا الفيلهارمونية (عملة معدنية)
أوركسترا فيينا الفيلهارمونية (بالألمانية: Wiener Philharmoniker)، تختصر Philharmonic، هي عملة معدنية من الذهب أو الفضة أو البلاتين تنتجها دار سك العملة النمساوية (Münze Österreich). سميت العملة على اسم أوركسترا فيينا الفيلهارمونية، طرحت في عام 1989 كعملة ذهبية من فئة أونصة تروي واحدة، بقيمة اسمية تبلغ 2000 شلن نمساوي. وهي واحدة من أفضل العملات المعدنية مبيعًا في العالم. في عام 2002، مع اعتماد عملة اليورو، تغيرت القيمة الاسمية للعملة ذات الأوقية الواحدة إلى 100 يورو. وفي عام 2008، طرحت دار سك العملة نسخة فضية من العملة بقيمة اسمية قدرها 1.50 يورو، وتعد العملة الفضية من أكثر السبائك مبيعاً حيث احتلت المرتبة الثالثة عام 2013. في عام 2016، طرحت دار سك العملة عملة بلاتينية واحدة بقيمة اسمية قدرها 100 يورو.
مثل أي عملة معدنية، تعتمد القيمة في المقام الأول على المحتوى المعدني والسعر الفوري لهذا المعدن في أسواق السلع. تبلغ درجة نقاء العملة 999.9 (غالبًا ما يُكتب 0.9999، المعروف أيضًا باسم 24 قيراط أو 99.99% نقي). في معظم البلدان في أوروبا، يتداول الأوركسترا الذهبية بدون ضريبة القيمة المضافة بينما تخضع الأوركسترا الفضية جزئيًا لمعدل ضريبة القيمة المضافة المخفض. تسك العملات المعدنية حسب الطلب ويختلف الإنتاج من سنة إلى أخرى وفقًا لذلك. يظل التصميم الموجود على العملة كما هو كل عام؛ فقط سنة الإصدار تتغير. منذ البداية، كان وجه العملة يصور الأرغن في القاعة الذهبية في فيينا ميوزيكفيرين. ويُظهر الجزء الخلفي من العملة أدوات أوركسترا فيينا الفيلهارمونية، بما في ذلك بوق فيينا والباسون والقيثارة وأربعة آلات كمان تتمحور حول آلة التشيلو. انتج كلا التصميمين بواسطة رئيس النقاشين في دار سك العملة النمساوية، توماس بيسيندورفر.

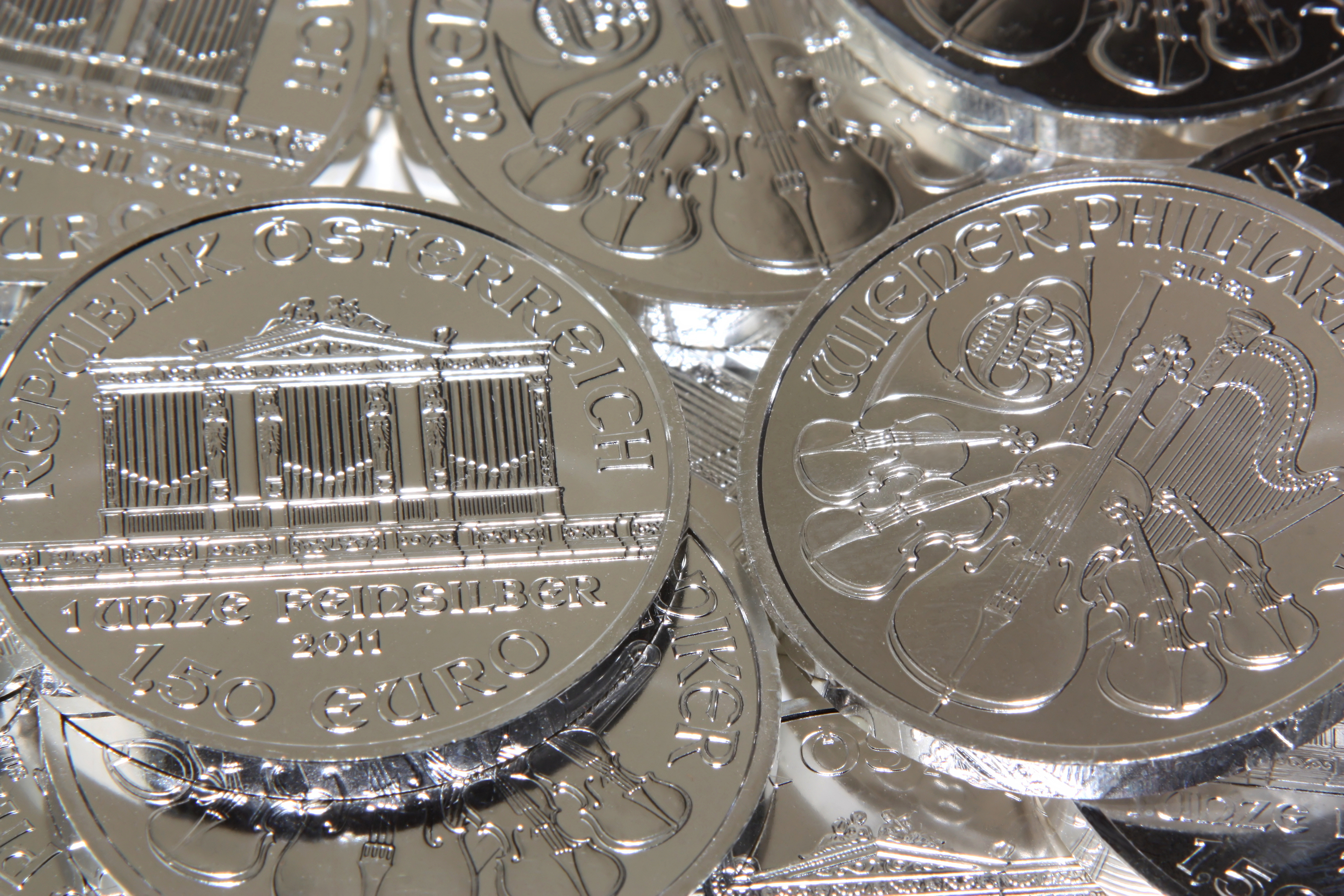
عملات فضية فلهارمونية

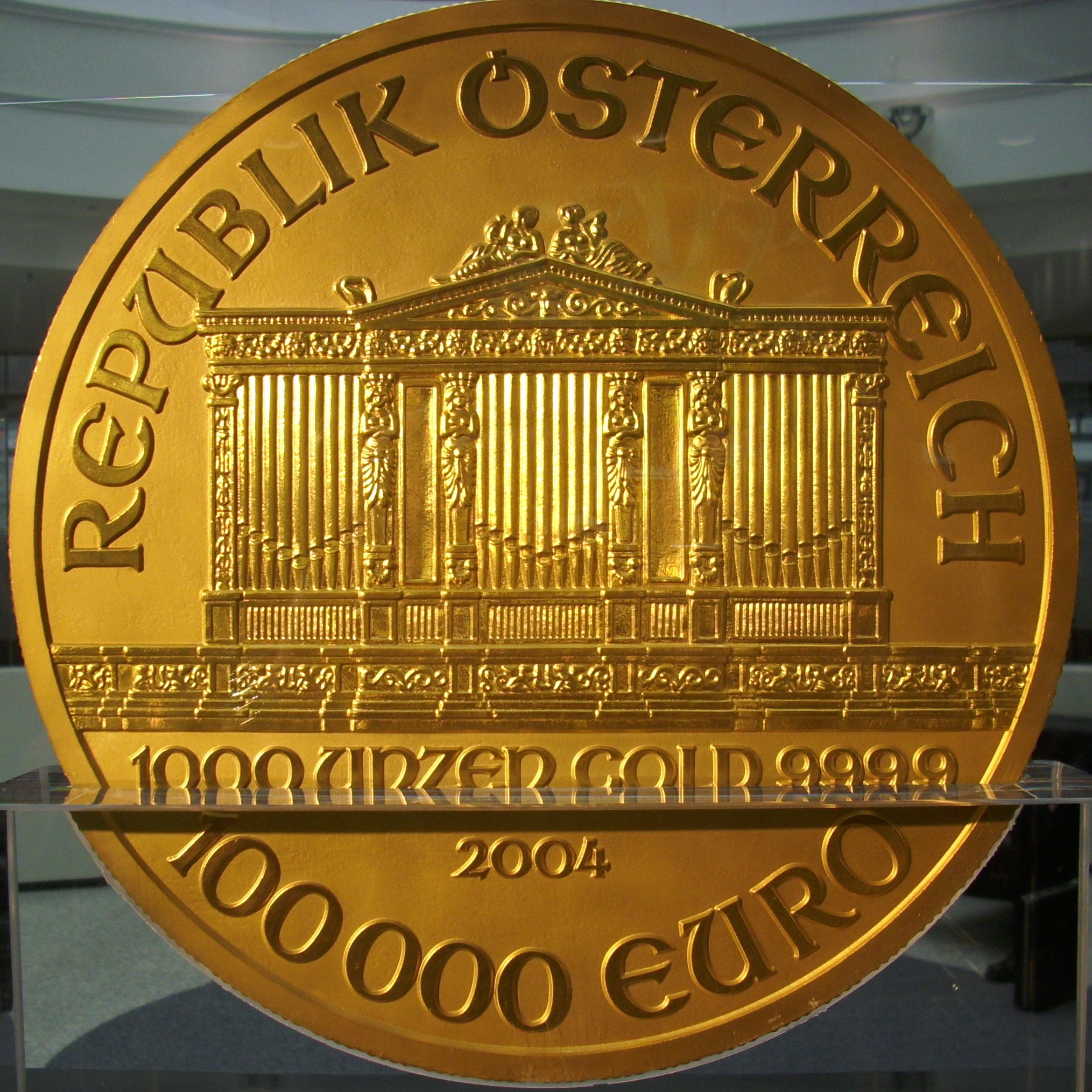

مواصفات العملة الذهبية:
| مقاس            | قطر                 | سماكة               | وزن         | قيمة الوجه | قيمة الوجه | سنوات السك  |  |
| --------------- | ------------------- | ------------------- | ----------- | ---------- | ---------- | ----------- |  |
| 1⁄25 أونصة تروي | 13.0 مـم (0.5 بوصة) |                     | 1.2441 غرام | 4 يورو     | 4 يورو     | من عام 2014 |  |
| 1⁄10 أونصة تروي | 16.0 مـم (0.6 بوصة) | 1.2 مـم (0.05 بوصة) | 3.121 غرام  | 10 يورو    | 200 شلن    | من عام 1991 |  |
| 1⁄4 أونصة تروي  | 22.0 مـم (0.9 بوصة) | 1.2 مـم (0.05 بوصة) | 7.776 غرام  | 25 يورو    | 500 شلن    | من عام 1989 |  |
| 1⁄2 أونصة تروي  | 28.0 مـم (1.1 بوصة) | 1.6 مـم (0.06 بوصة) | 15.552 غرام | 50 يورو    | 1000 شلن   | من عام 1994 |  |
| 1 أونصة تروي    | 37.0 مـم (1.5 بوصة) | 2.0 مـم (0.08 بوصة) | 31.103 غرام | 100 يورو   | 2000 شلن   | من عام 1989 |  |

مواصفات العملة الفضية:
| مقاس         | قطر                 | سماكة               | وزن         | قيمة الوجه | سنوات السك  |
| ------------ | ------------------- | ------------------- | ----------- | ---------- | ----------- |
| 1 أونصة تروي | 37.0 مـم (1.5 بوصة) | 3.2 مـم (0.13 بوصة) | 31.103 غرام | 1.50 يورو  | من عام 2008 |

مواصفات العملة البلاتينية:
| مقاس            | قطر الدائرة         | سماكة                | وزن        | قيمة الوجه | سنوات السك  |
| --------------- | ------------------- | -------------------- | ---------- | ---------- | ----------- |
| 1⁄25 أونصة تروي | 13.0 مـم (0.5 بوصة) |                      | 1.24 غرام  | 4 يورو     | من عام 2017 |
| 1 أونصة تروي    | 37.0 مـم (1.5 بوصة) | 1.35 مـم (0.05 بوصة) | 31.10 غرام | 100 يورو   | من عام 2016 |